# Spina Reale
La Spina Reale (Spin-a Regia in piemontese) è un'opera urbanistica della città di Torino, sviluppata lungo l'asse della vecchia ferrovia Torino-Ceres in seguito all'interramento dei binari.
Si tratta di una lunga arteria stradale caratterizzata da un suggestivo percorso ciclopedonale che, a progetto compiuto, collegherà Torino alla Reggia di Venaria Reale.
 Il primo tratto, ad oggi già realizzato, è composto da un viale alberato che interessa in particolar modo Via Stradella e Via Andrea Cesalpino, sino a largo Grosseto.

## Storia e descrizione
Progettata a partire dal 1992, in seguito all'interramento del precedente trincerone ferroviario, la Spina Reale assolve all'intento di recuperare il percorso storico che in passato collegava Torino alla residenza reale di Venaria (da qui l'aggettivo Reale). Il progetto urbanistico prevedeva l'insediamento di un percorso ciclabile e pedonale, con annesse aree verdi, luoghi di sosta, parcheggi e servizi pubblici e privati.
Sulla base di tale progetto, negli anni novanta si diede inizio al primo tratto della Spina, a partire indicativamente da Largo Errico Giacchino per finire in Via Lucento, all'altezza della stazione di Madonna di Campagna.
In quest'area il sedime della vecchia ferrovia venne coperto da una lunga passeggiata alberata, dotata di panchine e punti di ritrovo, un vero e proprio viale pedonale e ciclabile sopraelevato rispetto al piano della strada. Il percorso ciclopedonale fu realizzato in pavé e l'intera passeggiata venne piantumata con piante mediterranee, un filare di lecci e diverse specie arbustive, messe a dimora in apposite nicchie di mattoni. Sempre in mattone furono realizzati anche i muretti di cinta e furono installate numerose fontanelle.
L'impatto di quest'opera ha permesso un'effettiva riqualificazione dell'area che attraversa, rivalutando case ed esercizi pubblici del circondario.